# Lazar Obradović
Lazar Obradović (Kirin Serbia: Лазар Обрадовић; sinh 5 tháng 12 năm 1992) là một hậu vệ bóng đá Serbia, thi đấu cho Borac Čačak ở Serbian SuperLiga.